# Fotogramas de Plata 2016
La 67a cerimònia de lliurament dels Fotogramas de Plata 2016, lliurats per la revista espanyola especialitzada en cinema Fotogramas, va tenir lloc el 6 de març de 2017 a la discoteca Joy Eslava de Madrid. Fou presentada per Anabel Alonso.

## Candidatures

### Millor pel·lícula espanyola
| Pel·lícula        | Director     | Resultat   |
| ----------------- | ------------ | ---------- |
| Tarde para la ira | Raúl Arévalo | Guanyadora |

### Millor pel·lícula estrangera
| Pel·lícula | Director       | Resultat   |
| ---------- | -------------- | ---------- |
| Elle       | Paul Verhoeven | Guanyadora |

### Tota una vida
| Intèrpret    | Resultat   |
| ------------ | ---------- |
| Carmen Maura | Guanyadora |

### Millor actriu de cinema
| actriu         | Pel·lícula          | Resultat   |
| -------------- | ------------------- | ---------- |
| Emma Suárez    | Julieta             | Guanyadora |
| Bárbara Lennie | María (y los demás) | Candidata  |
| Carmen Machi   | La puerta abierta   | Candidata  |

### Millor actor de cinema
| Actor                      | Pel·lícula                 | Resultat  |
| -------------------------- | -------------------------- | --------- |
| Roberto Álamo              | Que Dios nos perdone       | Candidat  |
| Eduard Fernández           | El hombre de las mil caras | Guanyador |
| Antonio de la Torre Martín | Tarde para la ira          | Candidat  |

### Millor actor de televisió
| Actor           | Sèrie de televisió       | Resultat  |
| --------------- | ------------------------ | --------- |
| Asier Etxeandia | Velvet                   | Candidat  |
| Nacho Fresneda  | El ministerio del tiempo | Guanyador |
| Rodolfo Sancho  | Mar de plàstic           | Candidat  |

### Millor actriu de televisió
| Actriu           | Sèrie de televisió | Resultat   |
| ---------------- | ------------------ | ---------- |
| Paula Echevarría | Velvet             | Guanyadora |
| Cecilia Freire   | Velvet             | Candidata  |
| Najwa Nimri      | Vis a vis          | Candidata  |

### Millor actriu de teatre
| Actriu               | Muntatge          | Resultat   |
| -------------------- | ----------------- | ---------- |
| Aitana Sánchez-Gijón | La rosa tatuada   | Guanyadora |
| Concha Velasco       | Reina Juana       | Candidata  |
| Cristina Castaño     | Cabaret (musical) | Candidata  |

### Millor actor de teatre
| Actor/Companyia | Muntatge            | Resultat  |
| --------------- | ------------------- | --------- |
| Fran Perea      | La estupidez        | Candidat  |
| José Sacristán  | Muñeca de porcelana | Guanyador |
| Edu Soto        | Incendios           | Candidat  |

### Millor sèrie espanyola segons els lectors
| Intèrpret         | Resultat   |
| ----------------- | ---------- |
| La que se avecina | Candidata  |
| Velvet            | Candidata  |
| Vis a vis         | Guanyadora |

### Millor pel·lícula espanyola segons els lectors
| Intèrpret                | Resultat   |
| ------------------------ | ---------- |
| Kiki, el amor se hace    | Candidata  |
| Julieta                  | Candidata  |
| Un monstre em ve a veure | Guanyadora |